# Cartonema
Cartonema R. Br. – rodzaj roślin z rodziny komelinowatych. Obejmuje ok. 11 gatunków, aczkolwiek tylko 7 ma status zweryfikowanych i zaakceptowanych. Występują w północnej i południowo-zachodniej Australii, jeden gatunek rośnie także na wyspie Trangan na południowy zachód od Nowej Gwinei.

## Morfologia
PokrójRośliny zielne (jednoroczne i byliny) czasem z bulwami. Międzywęźla gruczołowato owłosione.
LiścieSkrętoległe, siedzące, o blaszce równowąskiej gruczołowato owłosionej, całobrzegiej, z żyłkowaniem równoległym.
KwiatyZebrane w szczytowe lub wyrastające w kątach liści kwiatostany kłosokształtne lub groniaste, przy czym każdy kwiat stanowi zredukowaną, jednokwiatową wierzchotkę. Kwiaty są obupłciowe i promieniste (w odróżnieniu od komelinowatych z podrodziny Commelinoideae). Działki kielicha wolne, podobnej długości, gruczołowato owłosione. Płatki korony bez paznokcia, żółte (rzadko różowe), podobnej wielkości. Pręcików jest 6, nitki są nagie, pylniki pękają podłużnymi pęknięciami. Zalążnia trójkomorowa, w komorach z dwoma lub kilkoma zalążkami.
OwoceOwłosione torebki otwierające się trzema klapami.

## Systematyka
Pozycja systematyczna
W obrębie rodziny komelinowatych Commelinaceae rodzaj należy do podrodziny Cartonematoideae, w obrębie której zaliczany jest do monotypowego plemienia Cartonemateae. Rodzaj jest (najprawdopodobniej) siostrzany w stosunku do afrykańskiego rodzaju Triceratella, wraz z którym stanowi klad bazalny w obrębie rodziny komelinowatych.
Wykaz gatunków
- Cartonema baileyi F.M.Bailey
- Cartonema brachyantherum Benth.
- Cartonema parviflorum Hassk.
- Cartonema philydroides F.Muell.
- Cartonema spicatum R.Br.
- Cartonema tenue Caruel
- Cartonema trigonospermum C.B.Clarke